# Johann Dzierzon

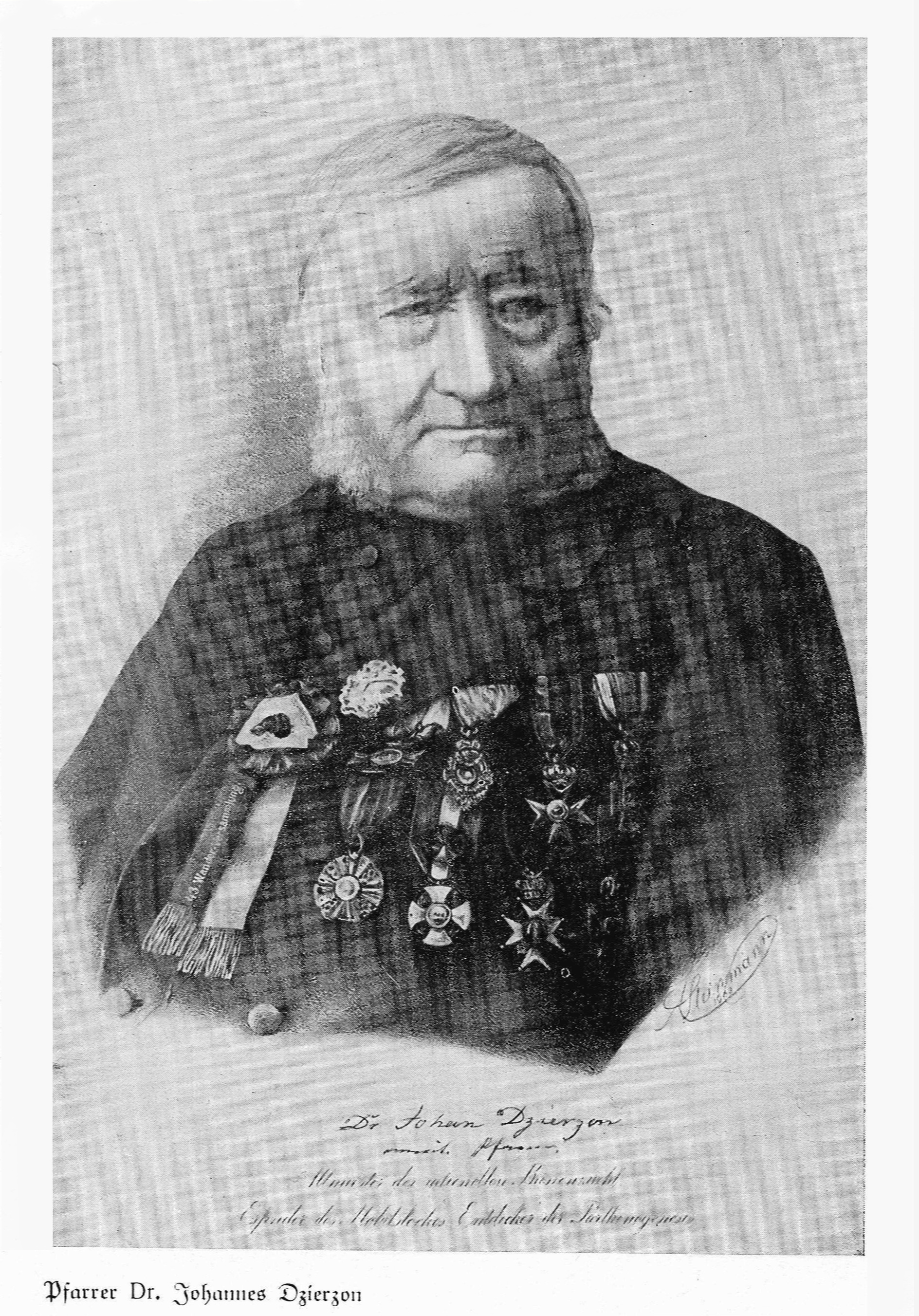
Johann Dzierzon (1901)

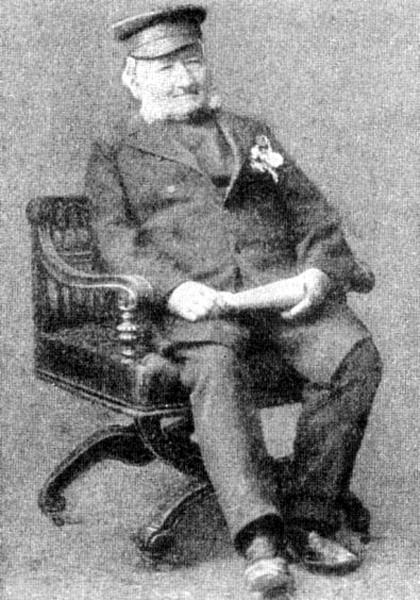
Johann Dzierzon

Johann Dzierzon (poln. Jan Dzierżon oder Dzierżoń) (* 16. Januar 1811 in Lowkowitz (seit 1945 Łowkowice), Landkreis Kreuzburg, Oberschlesien; † 26. Oktober 1906 ebenda, Provinz Schlesien) war ein schlesischer Priester. Bekannt wurde er als Bienenforscher; schon 1857 nannte man ihn den „schlesischen Bienenvater“.

## Herkunft und Ausbildung
Johann Dzierzon entstammte einer oberschlesischen Bauernfamilie. Seine Eltern waren Maria Dzierzon geb. Jantos (1781–1841) und Simon Dzierzon (1774–1850), ein Sohn von Maria Dzierzon geb. Kaluza und Johann Dzierzon (* 1750). Der jüngste Sohn seines Bruders Joseph Dzierzon (1812–1884), Franz Dzierzon (1853–1935), war Landwirt und ebenfalls Imker in Lowkowitz, auf dessen Landgut Johann Dzierzon seine letzten Lebensjahre verbrachte. Die Nachfahren der Familie des Neffen Franz kamen nach dem Zweiten Weltkrieg durch Flucht und Vertreibung nach Westdeutschland.
Nach dem Besuch des Breslauer Gymnasiums, das Johann Dzierzon 1830 als Primus Omnium verließ, studierte er Katholische Theologie an der Schlesischen Friedrich-Wilhelms-Universität Breslau und empfing 1834 die Priesterweihe für das Bistum Breslau.
Seinen Standpunkt bezüglich seiner Nationalität soll Dzierzon einmal wie folgt formuliert haben:

„Meine Nationalität betreffend bin ich allerdings, was mein Name andeutet, ein Pole von Geburt, da in Oberschlesien Polnisch gesprochen wird. Da ich aber mit 10 Jahren nach Breslau kam, und dort meine Studien durchmachte, so bin ich von Erziehung ein Deutscher. Doch die Wissenschaft kennt keine Grenzen, keine Nationalität. – Katowice 29/9 1872. – Joh. Dzierzon Dr.“

Das Zitat wurde in einem polnischen Buch von 1960 verkürzt wiedergegeben:

„Meine Nationalität betreffend bin ich allerdings, was mein Name andeutet, ein Pole ... – Katowice 29/9 1872. – Joh. Dzierżon dr.“

Sein eigener, deutsch geschriebener Lebenslauf von 1885 enthält kein solches Zitat.

## Theologe
Nach der Priesterweihe wurde Dzierzon Kaplan in Schalkendorf (Siolkowice), 1835 Pfarrverweser und 1838 Pfarrer in Karlsmarkt (heute Karłowice) bei Brieg. Nach einer Auseinandersetzung mit dem Karlsmarkter Domänenpächter, der ihn beim Ordinariat in Breslau der Vernachlässigung seiner Amtspflichten bezichtigt hatte, verzichtete Dzierzon 1869 auf das Amt des Pfarrers und bekannte sich ab 1873 zum Altkatholizismus. 1884 kehrte er nach Lowkowitz zurück. Nach Gesprächen mit dem Lowkowitzer Pfarrer Viktor Scholtyssek versöhnte er sich am 6. April 1905 mit der römisch-katholischen Kirche.

## Bienenforscher

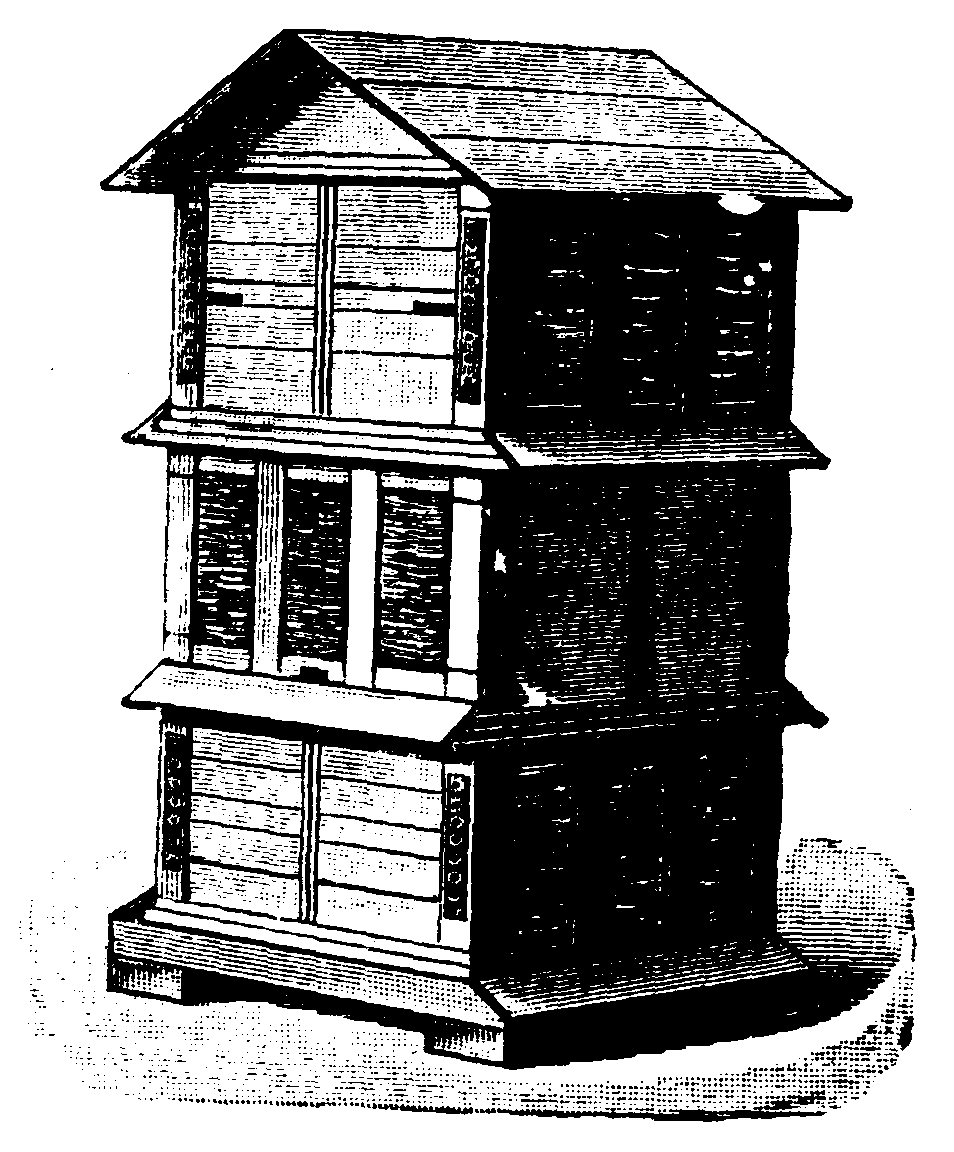
Von Dzierzon entworfene Zwillingsbienenstöcke im Nordisk familjebok, 1906

Schon während seines Studiums interessierte sich Dzierzon für das Bienenleben. Die nachfolgende Kaplans- und Pfarrertätigkeit erlaubte es ihm, sich auch als praktischer Landwirt und Bienenzüchter zu betätigen. Er war der erste Imker, der in seine Bienenstöcke bewegliche Holzleisten einbaute, welche eine Honigernte ohne die Zerstörung des Stocks sowie die direkte Beobachtung eines Stockinnern ermöglichten. So konnte er einen höheren Honigertrag realisieren („Dzierzons goldene Regel“ (auch „Dzierzons diamantene Regel“):  Um gute Honigernten zu erzielen, muss der Bruteinschlag der Königin eingeschränkt werden, weil die Bienen sonst zu viel Honig zur Bruternährung verwenden.). Außerdem gelang ihm so 1853 die Entdeckung der eingeschlechtlichen Fortpflanzung (Parthenogenese) bei Bienen, indem er die Samenbehälter befruchteter und unbefruchteter Königinnen gegen das Licht hielt und deren Aussehen und Inhalt mit bloßem Auge miteinander verglich. Diese Entdeckung wurde 1855 durch Karl Theodor Ernst von Siebold und Rudolf Leuckart auf wissenschaftlichem Wege mikroskopisch bestätigt – nach langen Auseinandersetzungen des Pfarrers mit seiner Kirche, welche die These von der Jungfernzeugung (der Drohnen) als ketzerische Gotteslästerung einordnete, worauf er den damals führenden zeitgenössischen Imker, August von Berlepsch, um Hilfe bat. Auch der Augustinermönch und Naturforscher Gregor Mendel, der ebenfalls ein begeisterter Bienenforscher war, suchte wissenschaftlichen Austausch mit Dzierzon.
In der Hauptzeit seiner imkerischen Tätigkeit betreute Dzierzon über 400 Bienenvölker. Durch Vorträge, Ausstellungen und Veröffentlichungen gab Dzierzon seine Erfahrungen weiter und gründete Bienenzüchtervereine und -gesellschaften. Seine Bienenstände in Karlsmarkt und Lowkowitz durften von lernbegierigen Imkern besichtigt werden und man konnte sie, laut Artikeln in der Bienenzeitung, von seinem Neffen Franz Dzierzon († 1935) kaufen.
In dem 2017 erschienenen Roman von Maja Lunde Die Geschichte der Bienen wird Johann Dzierzon erwähnt. Darin wird auch der Aufbau der von ihm entworfenen Bienenstöcke beschrieben.

## Ehrungen
- Wahl in die  Deutsche Akademie der Naturforscher Leopoldina (1860)[10]
- Dr. phil. h. c. der Ludwig-Maximilians-Universität München (1872)
- Ehrenmitglied der Schlesischen Gesellschaft für vaterländische Kultur (1904)
- Franz-Joseph-Orden
- Königlicher Kronen-Orden (Preußen) 4. Klasse
- Russischer Orden der Heiligen Anna
- Wasaorden
- Ritter IV. Klasse des Verdienstordens vom Heiligen Michael
- Großherzoglich Hessischer Ludwigsorden

Die Grazer Landwirtsgesellschaft verlieh Dzierzon ein Ehrendiplom, das ihm durch Erzherzog Johann überreicht wurde. 1903 wurde Dzierzon dem österreichischen Kaiser vorgestellt. Sein Geburtsort Lowkowitz (heute Łowkowice) im Landkreis Kreuzburg O.S. wurde 1936 in Erinnerung an sein Wirken in Bienendorf umbenannt. Die Stadt Reichenbach im Eulengebirge wurde 1945 in Rychbach und 1946 ihm zu Ehren in Dzierżoniów umbenannt. Aus Anlass seines 50. Todestages gab die polnische Postverwaltung 1956 eine Sondermarke heraus. Eine bedeutende moderne Auszeichnung für Imker ist die Dr. Johannes Dzierzon-Medaille. Aus Anlass seines 60. Todestages wurde seinem Grab eine Grabplatte mit einer polnischen Inschrift hinzugefügt:
| Hier ruht in Gott der hochverehrte Altmeister der Bienenzucht Pfarrer Dr. Johann Dzierzon Ritter p.p. * 16. Januar 1811 † 26. Oktober 1906 Ruhe sanft! Wahrheit, Wahrheit über alles!                                                                                    |
| Tu spoczywa wielki uczony twórca nowoczesnego pszczelarstwa żarliwy patriota i obrońca polskiego ludu na Śląsku, Ks. Dr Jan Dzierżon Płytę ta ufundowało w 60 ta rocznice śmierci Społeczeństwo Ziemi Kluczborskiej 26 X 1966                                            |
| Übersetzung: Hier ruht der große Gelehrte, Begründer der modernen Bienenzucht, glühender Patriot und Verteidiger des polnischen Volkes in Schlesien, Pfarrer Dr. Jan Dzierżon Diese Platte wurde zum 60. Todestag gespendet Volk des Kreuzburger Landes 26. Oktober 1966 |

## Werke
Dzierzon gab mehrere Fachzeitschriften heraus:
- 1848–1852: Praxis des neuen Bienenfreundes
- 1854–1856: Der Bienenfreund aus Schlesien
- 1861–1878: Rationelle Bienenzucht
- Nach seinen eigenen Angaben veröffentlichte Dzierzon die meisten seiner Artikel zur Bienenzucht in der im Beck-Verlag in Nördlingen verlegten Bienenzeitung, dem offiziellen Organ der Imker
- Die in den Frauendörfer Blättern enthaltenen Dzierzon-Artikel wurden durch Rentmeister Bruckisch aus Grottkau gesammelt und herausgegeben unter den Titeln:
  - Neue verbesserte Bienen-Zucht des Johann Dzierzon, Brieg 1849
  - Neue verbesserte Bienen-Zucht des Pfarrers Dzierzon zu Carlsmarkt in Schlesien, 1861
- Lebensbeschreibung von ihm selbst, vom 4. August 1885 (abgedruckt im Heimatkalender des Kreises Kreuzburg/OS 1931, S. 32–28)
- Der Zwillingsstock, 1890
- Übersetzungen ins Polnische:
  - Nowe udoskonalenie pszczelnictwa ks. plebana Dzierżona. Leszno 1851 und 1859 (Übersetzer: Lompa)
  - Najnowsze pszelnictwo. Lwów 1853 (Übersetzer: Wisocki)

## Werkverzeichnis
- Ein Werkverzeichnis findet sich in: W. Horn u. S. Schenkling, Index litteraturae entomologicae, 1928/29, S. 307–310. Dieser Band beinhaltet die Weltliteratur über die gesamte Entomologie bis 1863. Für Dzierzon sind bis zu diesem Zeitraum (unter den fortlaufenden Nrn. 89 bis 184) 95 ausschließlich deutschsprachige Veröffentlichungen verzeichnet.